# Beitostølen

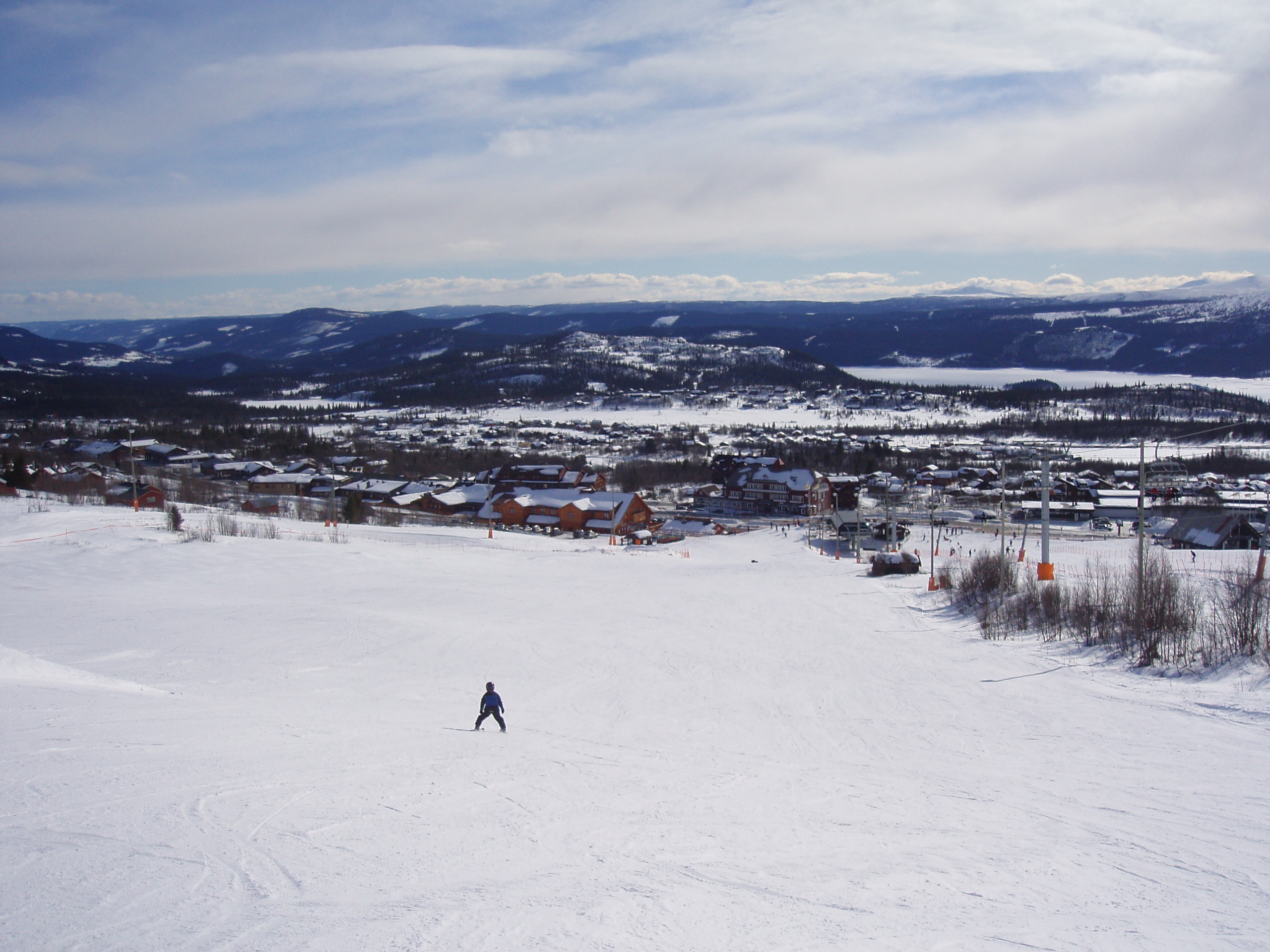
Beitostølen.

Beitostølen est une station de sports d'hiver norvégienne, dans le comté d'Innlandet, sur la commune d'Øystre Slidre. Situé à 900 mètres d'altitude, elle comporte un large domaine de ski de fond où la Coupe du monde de ski de fond y a organisé certaines de ses épreuves dans les années 1990 et 2000.